# I ai
『i ai』（アイアイ）は2024年3月8日に公開された日本の映画。渋谷ホワイトシネクイントより全国順次公開。出会いと別れ、永遠に向き合った青春映画。
幅広く活躍しているマヒトゥ・ザ・ピーポーの初監督作品。主演は富田健太郎。
2022年の第35回東京国際映画祭、アジアの未来部門に正式出品された。2024年の第2回横浜国際映画祭に正式招待された。

## あらすじ
未来に期待がなく、色のない日々を過ごしていたコウ。ある日、風のように1人の男・ヒー兄が現れた。地元のカリスマ的存在のバンドマンであるヒー兄に巻き込まれたコウは、キラ達とバンド「THIS POP SHIT」を組み、充実した日々を過ごしていた。
人生の輝きを取り戻していたコウだが、突然ヒー兄との別れがやってくる。儚く壊れていく美しかった日々。
それから数年後、色のない日常に戻ったコウの前にヒー兄の幻影が現れる。

## キャスト
コウ（演：富田健太郎）
単調な日々を過ごしていたが、ヒー兄と出会い、人生の輝きを取り戻す。THIS POP SHITのボーカル・ギター。
ヒー兄（演：森山未來）
地元のカリスマ的存在のバンドマン。コウの憧れの存在であり、人生が変わるきっかけとなった人物。
るり姉（演：さとうほなみ）
ヒー兄の彼女。
キラ（演：堀家一希）
ヒー兄の弟。THIS POP SHITのギター。
ナミちゃん（演：イワナミユウキ）
THIS POP SHITのベース。
エン（演：KIEN）
THIS POP SHITのドラム。
構成員（演：大宮イチ）
久我に仕える。
若頭（演：吹越満）
久我（演：永山瑛太）
ヒー兄とは因縁の相手。
店長（演：小泉今日子）
ヒー兄やコウ達が行くライブハウスの店長。元バンドマン。
K-BOMB（声の出演）
コムアイ（声の出演）
知久寿焼

## スタッフ
- 監督・脚本・音楽：マヒトゥ・ザ・ピーポー
- 撮影：佐内正史
- 劇中画：新井英樹
- 主題歌：GEZAN with Million Wish Collective「Third Summer of Love」（十三月）
- プロデューサー：平体雄二　宮田幸太郎　瀬島 翔
- 美術：佐々木尚
- 照明：高坂俊秀
- 録音：島津未来介
- 編集：栗谷川純
- 音響効果：柴崎憲治
- VFXスーパーバイザー：オダイッセイ
- 衣装：宮本まさ江
- 衣装（森山未來）：伊賀大介
- ヘアメイク：濱野由梨乃
- 助監督：寺田明人
- 製作担当：谷村龍
- スケーター監修：上野伸平
- 宣伝：平井万里子
- 製作プロダクション：スタジオブルー
- 配給：パルコ

## ロケ地
映画の舞台となった兵庫・明石、神戸で撮影された。太平洋や日本海とは違う瀬戸内海の海。瀬戸内海を想定して書いたのなら、神戸で撮らなきゃ意味がないという強い思いもあり、オール兵庫ロケが実現した